# Мавзолей Момине-Хатун
Мавзолей Момине-Хатун (азерб. Möminə xatun türbəsi) — мавзолей, известный также как Купол Атабека, в городе Нахичевань Нахичеванской Автономной Республики в Азербайджане. Построен в 1186 году архитектором Аджеми ибн Абубекр Нахчивани. Десятигранный мавзолей достигал в высоту 34 метров. Сегодня его высота составляет только 25 метров (без шатра, который не сохранился). Мавзолей, построенный и названный в честь матери одного из местных правителей Государства Ильдегизидов Джахана Пехлевана из династии Ильдегезидов, мастерски декорирован сложным геометрическим орнаментом и письменами из Корана.
Хотя первоначальная высота усыпальницы, сооружённой зодчим Аджеми Нахчивани в 1186 году, составляла 34 метра, её шатровидный купол остался не достроенным; поэтому в наше время гробница имеет высоту 25 метров (без не дошедшего до нашего времени шатрового купола). Могила Момине-Хатун — единственный памятник из архитектурного комплекса Атабайлар, дошедший до нашего времени.
Общая структура гробницы Момине-хатун состоит из склепа и башни в форме восьмиугольника. Мавзолей усыпальницы также восьмиугольный в плане. Помимо склепа и внешнего вида, Аджеми избегал сложности в интерьере башни и отдавал предпочтение количеству и целостности. Низкая платформа гробницы имеет десятиугольную форму и покрыта крупными полированными плитами диорита.
Чтобы не портить чистую геометрическую красоту башнеобразной призматической конструкции мавзолея, зодчий не стал резко отделять восточную грань со входной двустворчатой дверью от остальных граней специальными конструкциями и украшениями. Прямоугольная входная дверь в башню встроена в неглубокую стрельчатую арку, над ней кирпичная надпись куфическими линиями.

## История строительства
Мавзолей на могиле Момине хатун был возведён сразу же после её погребения. Первоначально мавзолей представлял собой скромное сооружение, и лишь незадолго до смерти атабек Джахан Пехлеван решил увековечить память матери более солидным сооружением, в связи с чем приказал построить комплекс грандиозных сооружений, заказав постройку нового мавзолея Аджеми ибн Абубекру Нахчивани, уже известному к тому времени постройкой мавзолея Юсуфа ибн Кусейира. При Джахан Пехлеване был построен сам мавзолей Момине хатуна известный как «Гюмбез Атабека». Остальные же сооружения комплекса были построены позже, когда атабеком был младший сын Момине хатун Кызыл-Арслан.
|                                                             |  |                                                                                           |  |                               |
| Гробница Момине-Хатун и башня минарета в середине XIX века. |  | Расположение гробницы Момине-Хатун и мечети Атабайлар в архитектурном комплексе Атабайлар |  | Могила Момуны Хатун в 1896 г. |

## Описание
Проект комплекса состоял из нескольких сооружений. Кроме самого мавзолея и портала с минаретами, ещё в XIX веке здесь возвышалась Джума мечеть, высотой 35-36 м, превосходившая сам мавзолей Момине хатун. До наших дней сохранился лишь мавзолей Момине хатун. Он состоит из наземной и подземной частей. Захоронение Момине хатун находится в подземной части, куда нет доступа. Надземная часть же сложена из обожжённого кирпича, имеет десять граней, относится к центрально-купольным сооружениям башенного типа и высится на мощном цоколе, облицованном тремя рядами красного туфа.
Поверхность каждой грани (нишеобразная) полностью покрыта резным украшением, которые представляют собой куфические арабские письмена, стилизованные под геометрический орнамент. На каждой грани этот орнамент разный. В верхней части мавзолей украшен сталактитовой композицией.
Внутренняя часть мавзолея имеет круглую форму. Единственными украшениями его интерьера являются 4 круглых медальона, покрытые надписями и орнаментом. Купола содержат имена Мухаммада, Абу Бакра, Омара, Османа, Али, Хасана, Хусейна.
Гробница имеет 25-метровую восьмиугольную форму, которая выделяется среди построек, входящих в архитектурный комплекс Атабейлар. Картины и фотографии XIX и начала XX веков подтверждают, что когда-то он был частью большого ансамбля. Гробница построена на постаменте, покрытом красными диоритовыми камнями.

### Склеп
Гробница Момуны Хатун отличается от своей предшественницы размерами и сложностью плана. Мавзолей усыпальницы восьмиугольный в плане. Свод высотой около десяти метров (в гробнице Юсифа ибн Кусейра он равен 5,2 метра) не мог быть перекрыт плоским кирпичным куполом. По этой причине Аджами уделил особое внимание прочности нижнего слоя и разработал конструктивный приём, использованный в гробнице Красного купола 38 лет назад — он поставил толстую десятигранную опору в середине возведённой им гробницы. Так как грани опоры соединены с бортами остроконечными арками, была создана грибовидная цельная и устойчивая конструкция покрытия.
Чтобы ещё больше увеличить красоту грибной опоры и эффект обработки, архитектор набросал на противоположные углы её глины кирпичные рёбра. Эти рёбра образовывали звездообразный каркас. По мнению Джафара Гияси, эта рама также подобна узорным структурам, украшающим памятник, и основана на математической гармонии. Тектоническая красота строения более отчётливо ощущается, так как каркасы облицованы кирпичной кладкой с узорчатым рисунком.
Проф. Джафар Гияси отмечает, что процесс эволюции конструкции, основанной на местных традициях, завершается в архитектуре гробницы Момине-Хатун. По мнению исследователя, наиболее быстрый этап этого процесса приходится на период правления атабеков и проходит в порядке Краснокупольная гробница — Гилянская гробница — Момине-Хатунская гробница. Это был пик научного и художественного прогресса того периода в истории Азербайджана.
В своей работе архитектор Аджеми продемонстрировал не только глубину художественного мышления, тонкость вкуса, но и инженерную гениальность, основанную на обширных математических знаниях и богатом творческом опыте. Знакомство с системой крепления памятника, особенно с конструкцией гробницы, ясно показывает, что зодчий заслуженно получил в своё время звание «главного инженера».

### Башня
Форма в плане надземной башни мавзолея восьмиугольная снаружи и круглая внутри. Исследования показали, что выбор десятиугольной планировки не случаен. Планировочно-пространственная структура гробницы Мумунахата в целом построена по десятеричному принципу. Это основа золотого деления, которое создаёт большую пропорциональность и гармонию.
Помимо склепа и внешнего вида, Аджеми избегал сложности в интерьере башни и отдавал приоритет количеству и целостности. Высокая цилиндрическая ёмкость внутреннего пространства перекрыта сфероконическим куполом. На его изогнутых поверхностях видны следы винтовой лестницы, ведущей к дымовой трубе в куполе. Это показывает, что в гробнице Момине-хатун была построена открытая лестница для подъёма в пространство между куполами, в отличие от той, что была в гробницах Харрагана. Возможно, покрытые штукатуркой части в цилиндрической части интерьера были украшены настенными росписями. В интерьере под штукатуркой последнего периода проступает тёмная полоса для письма, что наводит на мысль, что раньше на её стенных поверхностях были некие декоративные работы.
Низкая платформа гробницы имеет десятиугольную форму и покрыта крупными полированными плитами диорита. Над ним возвышается высокая кирпичная ёмкость куполообразной башни. Нынешняя высота гробницы, верхняя пирамидальная крышка которой снесена, составляет около 25 метров. В исходном состоянии его высота составляла 35 метров.
В то время как Аджеми использовал восьмигранное тело, широко распространённое в архитектурной практике того времени, в гробнице, которую он возвёл для Юсифа ибн Кусейра, он выбрал редкую десятигранную призму для гробницы Момине-хатун. Похожая форма — Гомбеде-Кавусе в Гюргяне (1006 г.), который разделил свою очень высокую цилиндрическую массу на 10 рёберных вертикалей. В гробнице с Круглым куполом, построенной в Мараге за 10 лет до гробницы Момине-Хатун, внутреннее пространство имеет десятиугольную форму.
Аджеми добился сильной композиционной вертикальности и широких возможностей планировки, сделав внешний объём гробницы десятиугольным. Ориентацию вверх зодчий усилил другими приёмами, угловые опоры были толстыми и бросающимися в глаза, а карнизы на гранях узкими, глубокими и очень высокими. Завершение его заострённой сталактитовой структурой придало этим коронам более динамичную и изящную форму. Их вертикальный ритм создаёт сильное вертикальное движение тела гробницы. Именно поэтому монумент выглядит выше, тоньше и величественнее, чем он есть на самом деле.
Поднятие корпуса на призматическом постаменте, усложнив таким образом завершение раздутого пирамидального купола, значительно облегчило восхождение художественных архитектурных форм. В то же время художественная изысканность во всех архитектурных деталях башни основывалась на конструктивной логике. Подземный свод, представляющий собой прекрасное архитектурно-пространственное и инженерное решение, сыграл основополагающую роль в обеспечении устойчивости всего памятника как прочного основания. Массивность общего инженерного решения усыпальницы завершается каркасной конструкцией, созданной оловами высокого тела и двухслойным купольным покрытием (внутреннее сферическое, внешнее пирамидальное).

### Фасад
Чтобы не портить чистую геометрическую красоту башнеобразного призматического объёма гробницы, зодчий не стал резко отделять восточную грань со входной дверью от остальных граней особыми фасадными украшениями. Прямоугольная входная дверь в башню встроена в неглубокую стрельчатую арку, над ней кирпич с надписью «Банна Аджеми Абу Акр оглы» куфическими линиями. Дата постройки мавзолея написана той же линией в прямоугольной рамке, соединяющей камни над включающей их композицией портала сая.
Стороны стрельчатых арок украшены изящными колоннами (диаметр 15 см), верх закрыт крупными сотовыми глазками, а внутренние поверхности покрыты сложными геометрическими узорами, не повторяющими друг друга. Эти виды узоров, придающие поверхностям высокий эстетический вид, связаны красотой прямых линий, принципами общей геометрической гармонии, полнотой смысла и структуры. Поэтому разнообразие узорных композиций увеличивает вариативность и динамику встречи памятника, не нарушая пространственной целостности.
Яркие сине-бирюзовые изразцы, использованные в узорах стрельчатых арок на гранях, образуют эффектные акценты и стыки на фоне общего красноватого цвета жжёного кирпича. Эти акценты облегчают восприятие сложных узоров, обогащают цветовое разрешение и придают тонкость и визуальную глубину поверхностям короны.
|                                                                                | |                                                                        |
| 'Надписный пояс, размещённый в переходной части объёма башни-гробницы к куполу | 'Нишеобразные арки, составляющие основу декора фасада, с двух сторон окружены колоннами диаметром 15 см | 'Входной портал и строительная надпись на восточном фасаде усыпальницы |

Зубцы десятигранного тела соединяются вверху и принимают заострённые венцы на гранях в П-образную рамку. Аджеми покрыл эти рамки с головы до ног тонким эпиграфическим узором — куфическими строчными надписями с удивительным мастерством, в которых вертикальные элементы прямоугольных букв обвиваются друг вокруг друга и становятся сложными косами. Местность этих надписей из кирпичей представляет собой очень тонко проработанные растительные узоры. А. прочитать эти надписи. Алесгарзаде пришёл к выводу, что: «Все лики десятиликой гробницы окаймлены текстом суры Ясин. Повторением этой суры дважды, один раз с одного лика на пять ликов, а другой раз с шести ликов на десять ликов Надпись на каждом лице начинается снизу справа и идёт вверх, затем продолжается горизонтально вверху и спускается слева».
Другой пояс с надписями соединяет в самом верху лики, окаймлённые сурой Ясин. Это основная эпитафия, указывающая на покровителя мавзолея и в память о котором он был построен. Эта эпитафия выделяется среди других либо своим местом в реальной композиции памятника, либо крупным размером букв (высота пояса 98 см), либо материалом и цветом, превосходством положение было подчёркнуто всеми средствами.
Место расположения надписей надписи — обычные обожжённые кирпичи, которые несколько негусто переплетены. На этом красноватом тресковом фоне более заметны блестящие и штрихованные формы больших синих мраморных букв. Как редкая кладка кирпичей, так и размер и синева букв рассчитаны на то, чтобы пояс для письма было легко увидеть на расстоянии.
Гармоничное расположение крупных и мелких графических элементов, торжественный ритм вертикальных букв, возвышающихся над строкой, ниспадающих на пустые местa декоративных фигурных знаков, контраст фактуры и цвета превращали исходную надпись не только в значимый пример монументальной каллиграфии, но и в красивую композицию узора. Мемар Аджеми, дополнивший маленькое тело поясом с надписями в гробнице Юсифа ибн Кусейра, дал сталактитовый пояс в форме короны над поясом с надписями в гробнице Момине-Хатун. Отвечая торжественной форме композиции, этот пояс, являющийся логическим развитием сталактических концов стрельчатых арок, создаёт красивый переход к восьмиугольному высокому пирамидальному куполу.
Сталактиты в виде карнизного пояса в башнеобразных гробницах на территории современного Азербайджана впервые обнаружены в гробнице Момине-Хатун. Его высокая пластическая форма придаёт архитектурному экземпляру особую торжественность. При этом Аджеми использует существующую форму в месте, усиливающем её идейно-художественную ценность. Специалисты считают его смелой художественной находкой.
Гробница Момине-Хатун имеет арки, со всех сторон украшенные сталактитами. Сталактиты и арки покрыты орнаментом из простого и черепичного кирпича. Обращают на себя внимание архитектурные декоративные элементы, состоящие из надписей на гробнице. Орнаменты на гробнице свидетельствуют о неисчерпаемом воображении художника. Орнамент всех поверхностей разный, повторение не допускается. Однако его мастерство заключается в том, что он создал все орнаменты в едином стиле наряду с разнообразием и таким образом смог сохранить общее единство памятника.
| | |
| На фасадах гробницы использован специальный глазурованный бирюзовый кирпич, обеспечивающий лёгкое восприятие сложного узорчатого декора | На каждой из 10 граней мавзолея повторяющиеся геометрические элементы используются для создания узоров, гармонирующих друг с другом, но не повторяющих друг друга. |

Основой геометрического орнамента поверхностей является многоконечная звезда и отходящие от неё линии. Здесь встречаются 5, 6, 8-конечные звёзды и 6, 8-угольные структуры. По-другому решена только западная поверхность гробницы. Здесь поверхность разделена на две части, нижняя часть входной двери решена в виде арки, а верхняя часть украшена орнаментальным декором, как и на других поверхностях. На западной поверхности гробницы над порталом нанесены надписи с указанием имени зодчего и даты возведения памятника. Пояс наверху гробницы Момина-хатун соединяет все поверхности. Наличие куфической строки, размещённой там на местной бирюзовой плитке, делает этот пояс с надписями важным композиционным элементом здания.
Ни на одном памятнике того периода надписи не использовались так широко и успешно, как в гробнице Момине-хатун. По мнению исследователей, общая длина надписей в гробнице составляет около 500 метров.
Гробница Момине-хатун стала доминантой архитектурного комплекса Атабайлар своими большими размерами, монументальными формами и динамичным силуэтом. Даже самое маленькое пространство между сложными узорчатыми сетями, покрывающими поверхности гробницы, было поздно заполнено и в нём вырезаны растительные узоры. По этой причине фасады мавзолея покрыты красивой и богатой теневой пеленой под ярким солнцем Нахичевана, аромат и тона этой пелены бесчисленно меняются в течение дня согласно движению солнца. В художественно-архитектурной копии гробницы Момине-хатун человеческий размер и лирическая изысканность удивительно гармонируют с особым величием и величием.
Изображения девяти тахч десяти поверхностей гробницы Момина-хатун имеют совершенно разные геометрические орнаменты. Изображение одной из девяти поверхностей повторяется на арке десятой поверхности, являющейся входом в гробницу. В отличие от гробницы Юсифа ибн Кусейра, майолика в гробнице Момине-хатун лучше лежит на поверхности и служит для её оживления. Фигурная кладка поверхностей гробницы и фриза в основном эпиграфическая.

### Интерьер

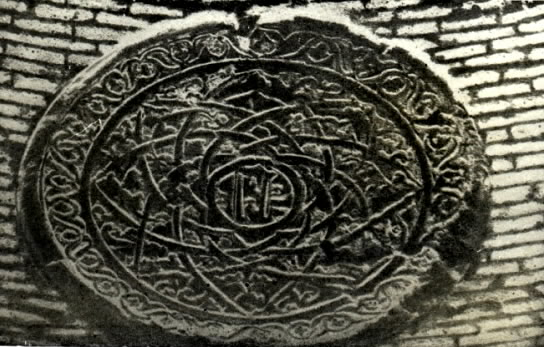
Один из медальонов, находящихся под куполом гробницы

На месте кирпичных рядов купола, закрывающего верх усыпальницы, размещены четыре круглых хончи-медальона (диаметр 1,5 м), поставленные на перпендикулярных осях. Эти образцы декоративно-прикладного искусства, созданные методом поздней гравюры, состоят из звездообразных композиций с куфическими линиями, проведёнными на фоне цветочных узоров.
Стержнем всех композиций является слово «Аллах». Это ядро окружено пересекающимися именами, образующими декоративные 6-, 8- и 10-конечные звёзды. Здесь написаны слова Аллах, Омар, Осман, Али. Создаётся впечатление, что архитектор объединил своё имя с этими именами. На создание такой сложной композиции его побудило то обстоятельство, что имя халифа Абу Бакра I совпадает с именем отца архитектора.
Исследователь С. М. Вандов отмечает, что круговые хончи — редкое произведение вышивки XII в.. Круглые медальоны были нанесены также в середине внутренних сводов Харраганской гробницы, которая является произведением того же исторического периода. На большинстве этих хонка изображены птицы и драконы, а также есть те, что заполнены декоративными 6- и 8-конечными звёздами посередине. Также эти звёзды создаются из стандартных деталей методом шейкера. Хончи Момине Хатун представляют собой развитую и полностью исламизированную версию этих старых турецких традиций. Аджам поднял эти круглые хончи, символы солнца и планет, в самую высокую точку интерьера — внутри изгиба купола, и «осветил» полумрак внутренней части гробницы.
О медальонах не упоминал Ю. Якобшталь, первый исследователь памятника. Ю. Якобсталь не упоминает об упомянутых медальонах при описании гробницы. В сочинении о надписях в гробницах Нахичевана, составленном М. Хартманом и добавленном к работе Ю. Якобшталь, медальоны не упоминаются. В 1939—1940 годах более тщательное изучение памятника позволило впервые сделать фотографии медальонов.
Известный эпиграфист А. Алескерзаде также попытался прочитать надписи медальонов: «Внутри на внутренней поверхности купола расположены четыре больших медальона. Эти медальоны размещены на северо-восточной, юго-восточной, юго-западной и северо-западной сторонах купола и заполнены внутренним украшения».
Фотографии этих медальонов сделаны в 1956 году в связи с реставрационными работами. Структурная схема этих медальонов была графически проанализирована архитектором Т. Багырзаде.

## Исследования и последствия
Дюбуа де Монпер, приехавший в Нахичевань в начале XIX века, обратил внимание на памятник, снял с лицевой стороны надписи и отправил его в Петербург академику Френу.
Даже после XII века памятники, созданные Аджеми в Нахичеване, оставались образцом для различных художников не только внутри страны, но и за пределами Государства Ильдегизидов. Очень хорошим примером влияния Аджеми Абубакр оглы в странах Ближнего Востока является мнение, высказанное известным австрийским востоковедом Эрнстом Диезом в его работе «История турецкого искусства». Говоря о произведениях известного анатолийского тюрка Мемара Сины, он говорит, что некоторые из гробниц, построенных Мемаром ибн-Синой в Стамбуле, несомненно, образовались в результате влияния нахичеванских гробниц. Объясняя, как Мемар Синан познакомился с памятниками Нахичевана, Диез отмечает, что Мемар Синан в качестве армейского инженера участвовал в янычарских экспедициях XVI века и посетил Нахичевань.

## Реставрация
В августе 2025 года начаты реставрационные работы. Реставрация будет осуществлена «Atelier Erich Pummer GmbH».

## Галерея

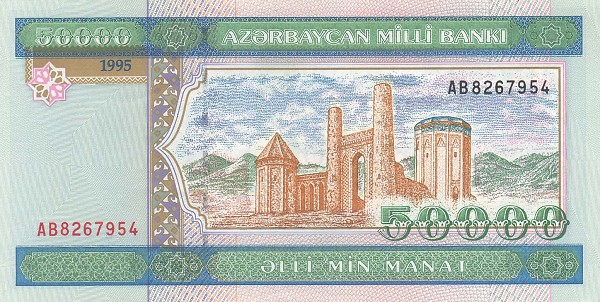
Мавзолей Момине хатун на 50000 манатной купюре, экземпляр 1995 года
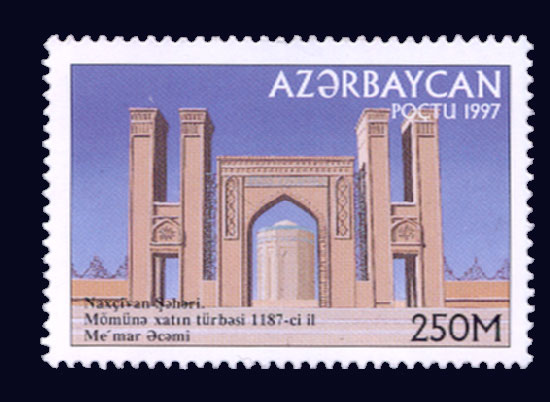
Почтовая марка Азербайджана, 1997
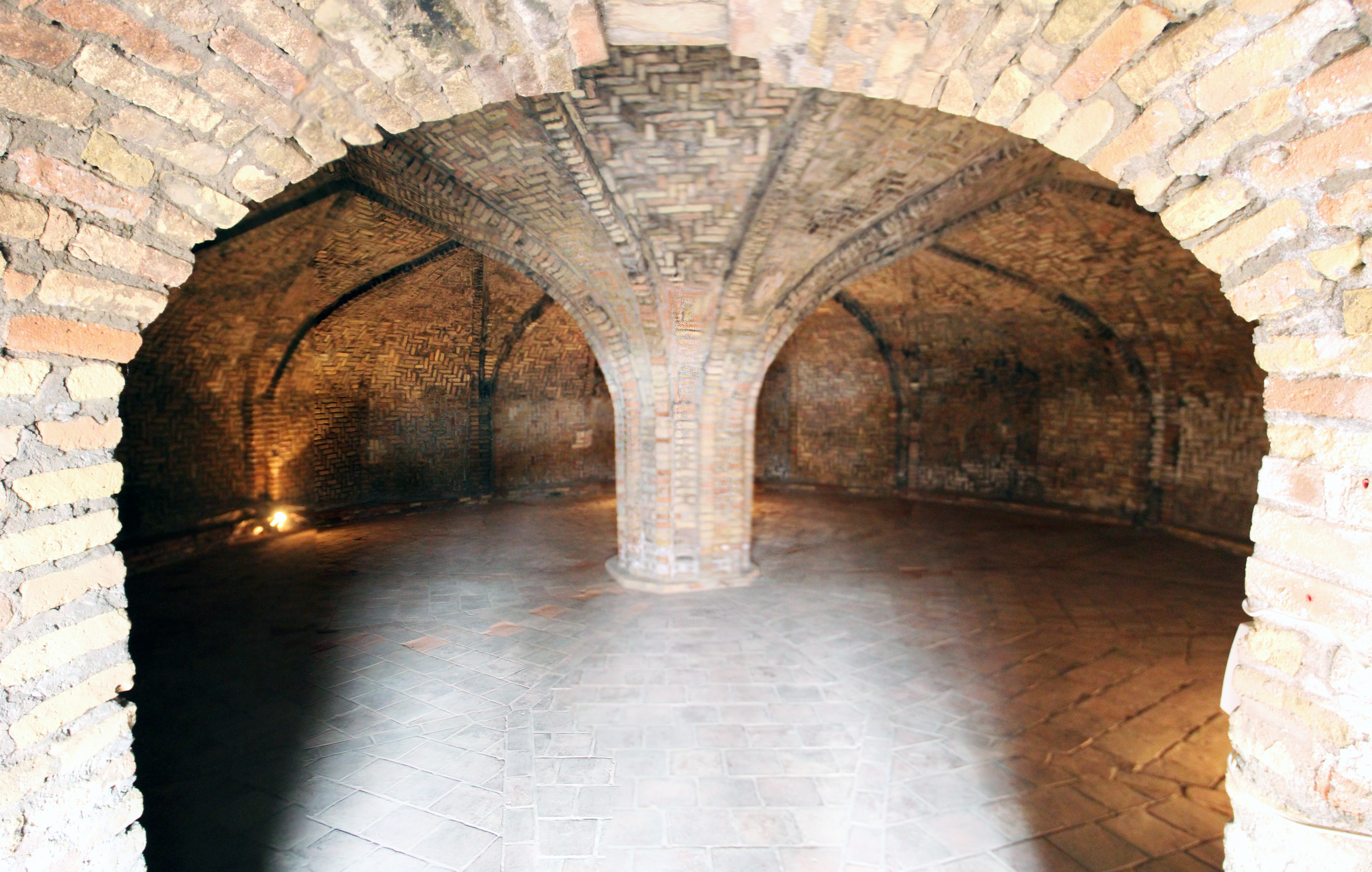
Подземное помещение

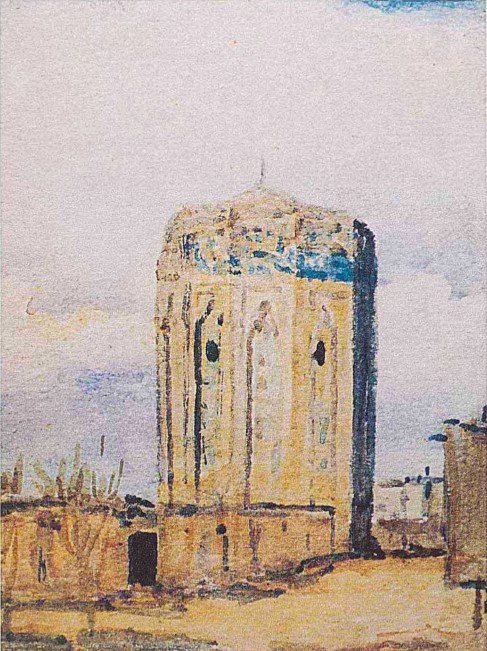
Мавзолей на картине Бахруза Кенгерли, 1920
Макет мавзолея в Культурном центре Гейдара Алиева